# Felix von Cantalice
Felix von Cantalice (* 1515 in Cantalice; † 18. Mai 1587 in Rom) ist ein Heiliger der Katholischen Kirche. Sein Gedenktag ist der 18. Mai; sein Name bedeutet „der Glückliche“.

## Leben

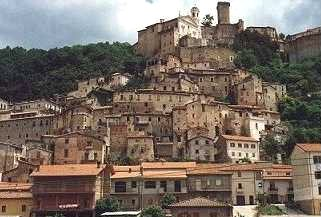
Cantalice bei Rieti

Felix wurde im Jahr 1515 in dem kleinen Ort Cantalice bei Rieti, 90 Kilometer nordöstlich von Rom, als Kind sehr armer Bauern geboren. Er wuchs als Schafhirte ohne Schulbildung auf; aus Armutsgründen lernte er weder lesen noch schreiben.
Mit 9 Jahren kam Felix als Hütejunge zu einem Bauern in Cittaducale, dort blieb er mehr als 20 Jahre und genoss eine überaus religiös geprägte Erziehung.
Im Alter von 28 Jahren trat Felix in den Orden der Kapuziner ein, welcher erst kurz zuvor, im Jahre 1528, gegründet worden war. Durch einen Unfall mit einem Ochsenwagen, welchen er wie durch ein Wunder kaum verletzt überlebte, sah sich Felix in seinem Beschluss, Mönch zu werden, gestärkt und nahm den Habit 1543 im Kloster bei Cittaducale an; später ging er in die Klöster von Anticoli Corrado und Monte San Giovanni in Sabina, bis er schließlich dem Kapuzinerkloster in Rom beitrat, das sich an der Kirche SS. Croce e Buonaventura alla Pilotta befand.
Zeit seines Lebens blieb Felix Laienbruder. Nach Ablegung der Erstprofess schickten ihn seine Oberen als Almosenbruder nach Rom, damit er den alten Almosenbruder unterstützte, der dort um den Lebensunterhalt für seinen Konvent bettelte. Nach dessen Tod löste Felix ihn ab und übernahm die schwierige Aufgabe. Tag für Tag, Winter wie Sommer zog er durch die Stadt und bat um milde Gaben.
Dabei kam er mit Personen jeglichen Standes und Ranges zusammen. Bald wurde Felix wegen seiner liebenswürdigen Art sehr bekannt und beliebt. In Anlehnung an den Dank an seine Geber und Gönner wurde ihm der Beiname „Bruder Deo Gratias“ zuteil. Obwohl er weder lesen noch schreiben konnte, konsultierten ihn selbst Gelehrte wegen seines profunden Wissens über die Heilige Schrift.

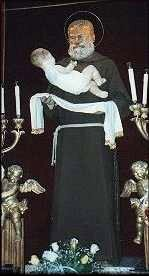
Figur des heiligen Felix in der Kirche von Cantalice

Sein besonderes Interesse galt während seines ganzen Lebens den Kindern, mit denen er selbst komponierte Lieder sang und sie mit seinen Geschichten über Gott und ein „rechtes Leben“ belehrte.
Bei seinen Botengängen verstand er es in ausgezeichneter Weise zuzuhören. In seiner Gottverbundenheit soll Felix der Legende nach mit außergewöhnlichen Gaben ausgestattet gewesen sein, nämlich Kranke zu heilen und tote Kinder wiederzubeleben. Außerdem soll er die Fähigkeit zu Prophezeiungen gehabt haben.
Er soll den Sieg der christlichen Flotte in der Seeschlacht von Lepanto vorausgesagt haben, und ebenso prophezeite er dem Kardinal Michele Ghislieri, er werde der nächste Papst werden: Dieser wurde Papst Pius V.
Felix war ein enger Vertrauter der Heiligen Karl Borromäus und Philipp Neri. Der große Erzbischof von Mailand, Karl Borromäus, zog ihn oft zu Rate. Eines Tages während des Karnevals organisierten Philipp Neri und er eine Kreuzesprozession der Kapuzinerbrüder. Am Ende des Zuges führte Felix Fra Lupo, einen bekannten Kapuzinerprediger, mit einem Strick um den Hals mit, so den Leidensweg Christi nachahmend. Mitten im Karnevalsgetümmel hielt die Prozession an und Fra Lupo predigte zum Volk. Der Karneval wurde daraufhin abgebrochen.
Felix bemühte sich sehr um Buße und kasteite sich. Meistens schlief er nur zwei Stunden in der Nacht. Eines Tages, nach langem Gebet in einsamer Kirche, sah er sich in einer Vision mitten in der Nacht plötzlich vor den Altar hingetragen. Er fiel vor dem Tabernakel nieder und bat die Heilige Jungfrau Maria, ihm einen Augenblick das Christuskind anzuvertrauen: Sie erschien und legte ihm das Kind in die Arme.
Im April 1587 wurde Felix todkrank. In der Sterbestunde soll er gesagt haben: „Ich sehe die Heilige Jungfrau und die Engel im Himmel!“ Dann wünschte er, allein gelassen zu werden, und verschied.
Felix starb am 18. Mai 1587 in Rom und wurde unter reger Anteilnahme der Bevölkerung bestattet. Er wurde unter einem ihm geweihten Altar in der Kirche Santa Maria della Concezione, der Kapuzinerkirche in Rom, beigesetzt.

## Kanonisierung

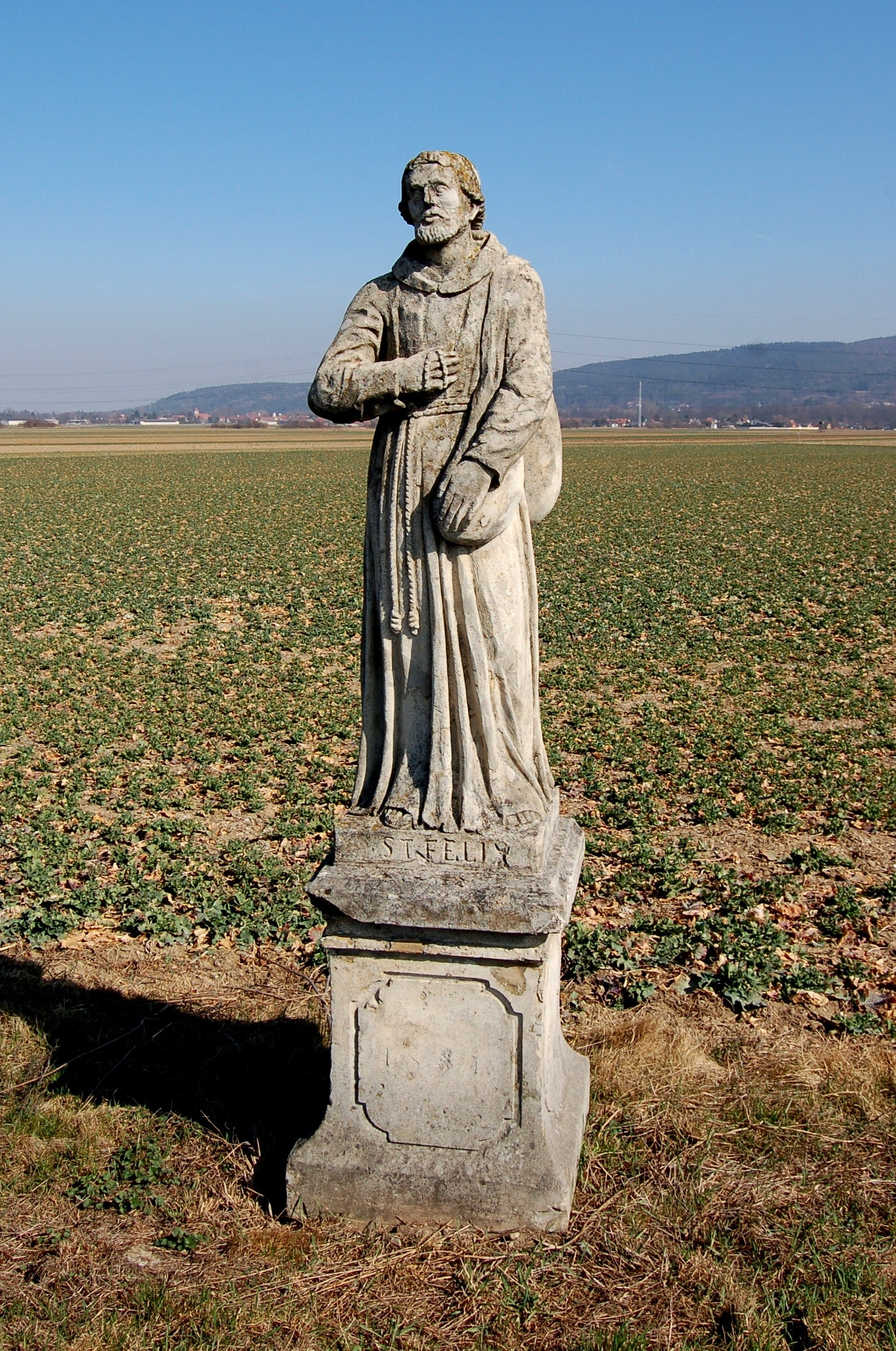
Felixstatue mit Bettelsack in Österreich

Im Jahr 1625 wurde Felix durch Papst Urban VIII. seliggesprochen, 1712 folgte die Heiligsprechung durch Papst Clemens XI. Der Todestag des heiligen Felix, der 18. Mai, ist Datum des dazugehörigen Namenstags.

## Ikonographie
Auf Abbildungen ist der heilige Felix von Cantalice meistens mit dem Jesuskind in den Armen dargestellt, in Bezug auf die Vision mit der Heiligen Jungfrau Maria. Zudem sind Bilder vorhanden, auf denen er einen Bettelsack mit sich trägt.

## Trivia
Der mit umfangreichen technischen Neuentwicklungen ausgestattete Baby-Notarztwagen, der 2012 von der Björn-Steiger-Stiftung vorgestellt wurde, bekam zu Ehren von Felix von Cantalice die Bezeichnung „Felix“.